# 瘦肉精
瘦肉精或瘦體素，是對數種主要用來增進家畜增長瘦肉的乙型交感神經受體致效劑動物用藥俗稱，台灣早期另有「健健美」的俗稱 。最常見的瘦肉精是萊克多巴胺。

## 種類
有數種藥物或食品添加物都被稱為瘦肉精。以下為常見的藥名：
- 萊克多巴胺（ractopamine，商品名：培林）：使用培林可以增加5％到10% 的肉，並減少10％的飼料需求[4]。
- 科爾特羅（colterol）
- 齊帕特羅（zipaterol）
- 塞曼特羅（cimaterol）
- 沙丁胺醇（salbutamol）人類氣喘用藥。利用刺激腎上腺乙型受體或胰島素信息傳遞，達成食用牲畜脂肪分解、增加肌肉合成增長的作用
- 妥布特羅（tulobuterol）
- 特布他林（terbutaline）
- 克倫特羅（clenbuterol）：克倫特羅也與咖啡因、阿司匹林（aspirin）併用，用於肥胖病人減肥的處方。
- 西布特羅[5]（cimbuterol）

台灣大學獸醫系名譽教授賴秀穗 說明，瘦肉精的成分超過40種。

## 用途與副作用
瘦肉精多屬於乙型-交感神經受體致效劑中的β2腎上腺素受體激動藥，能加强脂肪的分解，促进蛋白质的合成。化学性质十分稳定，主要经尿和胆汁以原型排出。但目前已知萊克多巴胺在排出時，將產生三種代謝物。
將瘦肉精添加於豬隻等動物飼料中長期食用，可以促進蛋白質合成，增加動物的瘦肉量、少長脂肪、減少飼料使用、使肉品提早上市、降低成本，利潤比較高。
現今臨床上 β2-肾上腺素兴奋剂和茶鹼（theophylline，茶葉萃取而得）亦為人類氣喘用藥。
猪在吃了β-agonist之後，藥理作用主要在猪肝、猪肺等处。

### 對人體產生作用
人類大量食用瘦肉精含量超過標準值的食品，可能會立即出现恶心、頭暈、肌肉顫抖、心悸、血壓上升等中毒徵狀。因為殘餘量不高，在食用含瘦肉精牛肉的人體上，尚未發現此症狀。另外，瘦肉精同样是一种体育禁药（兴奋剂），运动员如果误食含有瘦肉精的肉制品，可能会导致尿检呈阳性。

## 可能副作用
較早一代的克倫特羅和沙丁胺醇在過去使用中，曾造成食用的人群中毒跡象，而被多數國家禁用。萊克多巴胺則經過多項、多種動物實驗，被美國等的肉品出產國認為，萊克多巴胺有人類中毒劑量遠高於肉品殘留量和代謝快等優點，而准許使用，並訂定市售肉品10－30ppb殘留量的標準。萊克多巴胺殘留合乎標準的肉品，其萊克多巴胺殘留尚未出現任何危害及危害跡象，實驗中老鼠服用大劑量下會縮小睪丸。美國除了於1999年准許使用萊克多巴胺外，也於2007年准許在牛隻上使用更新一代的齊帕特羅，並容許12ppb肝臟殘留。

## 检测方法
中華人民共和國：
GB/T 5009.192-2003 动物性食品中克伦特罗残留量的测定
- 第一法：气相色谱-质谱法 或 氣相層析-質譜法（GC-MS）
- 第二法：高效液相色谱法 或 高效液相層析光譜法（HPLC）
- 第三法：酶联免疫法（ELISA 筛选法）

中華民國：
7種禁用乙型受體素（瘦肉精），適用「液相層析串聯質譜儀（LC/MS/MS）」檢驗方法。

## 用量規定
有許多化學物質被稱為瘦肉精，其中萊克多巴胺（ractopamine），其添加於豬飼料的商品名稱為「培林」（Paylean®），牛飼料則稱「歐多福斯」（Optaflexx®），美國允許添加入飼料，日本雖允使用培林的豬肉進口，但國內禁用。目前全世界僅美國、加拿大、墨西哥、印尼四國核准萊克多巴胺用於牛飼料添加物。
各國及各地區的萊克多巴胺瘦肉精使用量規定如下：
（ppm-百萬分率
ppb-十亿分率
ppt-万亿分率
1ppm=1000ppb=1000000ppt）
| 國家地區及組織       | 用量規定 |
| -------------------- | --- |
| 中國大陸             | 禁用。 另附檢測劑量标准： - 普通飲食標準：1納克/每克肉 - 1ppb - 运动员興奮劑檢測標準：0.003納克/每克肉 - 3 ppt |
| 台灣                 | 只有列出牛(肌肉)的萊克多巴胺殘量0.01ppm以下                                                                    |
| 歐盟                 | 禁用 |
| 美國                 | 國內：萊克多巴胺殘量30ppb 出口至歐盟和中国大陆：禁用                                                           |
| 日本                 | 進口：培林殘量10ppb 國內：禁用                                                                                 |
| 澳大利亞             | 培林殘量： - 豬肉 5ppm - 牛肉 禁用                                                                             |
| 紐西蘭               | 進口：培林殘量10ppb 國內：禁用                                                                                 |
| 加拿大               | 培林殘量40ppb                                                                                                  |
| 聯合國糧食及農業組織 | 培林殘量10ppb 其它瘦肉精：幾乎都禁用                                                                           |
| 世界衛生組織         | 培林殘量40ppb 其它瘦肉精：幾乎都禁用                                                                           |

## 臺灣相關事件
臺灣在討論是否該開放比照美國允許瘦肉精殘餘時，行政院「食品藥品安全專案會報」技術諮詢小組部份人士認為萊克多巴胺應屬食品添加物，雖然能增加豬隻或其它牲畜瘦肉含量，不應歸類於瘦肉精；也有部份專家、學者反對將萊克多巴胺排除於瘦肉精之列。考慮目前尚不能確認瘦肉精殘留無害，國際上包括歐盟成員國，中國大陸和俄羅斯等160個國家在內，都禁止萊克多巴胺的使用，各國開放使用的標準不一。
- 2006年

10月11日，行政院農業委員會動植物防疫檢疫局公告萊克多巴胺（Ractopamine，商品名：培林）、沙丁胺醇（Salbutamol）、特布他林（Terbutaline）、克倫特羅（Clenbuterol）等四種受體素（俗稱瘦肉精）為動物用禁藥；養豬戶一旦被查獲使用禁藥，可依法處四個月有期徒刑。
- 2007年

- 7月，台灣檢驗出部份美國進口的豬肉含有瘦肉精，原因可能是更換更靈敏的儀器使得過去無法驗出的極微量瘦肉精被驗出；而後又檢驗出少數台灣本土豬肉含有瘦肉精。但是這些豬肉的瘦肉精種類符合美國標準、而殘餘量遠低於10ppb（1ppb是指重量的比例為「十億分之一」），也就是說光論瘦肉精殘餘、在中短期內不會傷害食用者；至於瘦肉精殘餘量較高的內臟，大量食用則可能會有安全顧慮。

- 7月底，臺灣彰化地方法院檢察署檢察官姚玎霖率隊查獲苗栗肉品市場一批來自彰化縣埔鹽鄉耕群養豬場的豬隻肉品被驗出含0.37ppb瘦肉精，分別於、屏東縣北區市場、台南市崇誨市場抽樣的市售豬肉，分別被檢出殘留2.94ppb、1.60ppb，但問題肉品都已被消費者吃下肚。

- 8月14日，衛生署及農委會在美國強大壓力下宣稱瘦肉精吃了沒問題、所有動物都可用，決定解禁瘦肉精，並預告殘留標準；並在私下向美方表示要等國際制訂殘留標準後開放，在國內豬農及健康團體的壓力下，又一度改為進口肉品可添加、本土肉品不可添加，最後在五千豬農潑糞蛋洗衛生署，且國際尚未訂出殘留標準的情況下，取消開放瘦肉精。

- 2009年

- 11月, 民進黨發動「反毒牛、反出賣、反欺騙大遊行」，蔡英文說:「遊行有一個很重要的目的，就是要保護我們大家的健康，保護我們的爸媽、朋友、兒子女兒，我們全體國民的健康」。蔡英文高呼「這是民生問題，這不是一個政治問題」。蔡英文批評，馬英九政府在跟美國進行牛肉談判時，從未與國會、在野黨與人民商量，也未告知社會大眾，顯示這個政府是不透明的，違背民主原則、違背透明化原則。蔡英文最後說，民進黨的立場很簡單，只有一個，就是政府回到談判桌將所有的事情開誠布公，如果馬政府做不來，「我們就叫他下台好不好？」
遊行帶領者包括黨主席蔡英文、游錫堃、謝長廷、蘇煥智、立委蔡同榮、高嘉瑜等。

- 2011年

- 1月，再度傳出自美國進口到台灣的美國牛肉，被驗出含有瘦肉精，肉品已流入市面。雖已經全部下架與接受的退貨和回收，但已難以訴追問題肉品的流向。中華民國政府自稱對美國牛肉進口，有所謂的「三管五卡」 的管控措施，一夕破功。監察委員程仁宏表示，已經要對主管機關展開調查。美國在臺協會則對台灣檢驗瘦肉精標準表態，希望修訂放寬檢驗標準。

- 3月，新北市中和區驗出豬肉含有瘦肉精沙丁胺醇，來源為雲林縣。比起培林，沙丁胺醇的毒性是一百倍。

- 2012年

- 2月，馬英九於2012年總統大選獲勝後，指示陳冲新內閣研議美牛問題及台美貿易暨投資架構協定（TIFA），民主進步黨質疑中國國民黨政權以此換取選前美國對TIFA、美簽承諾的具體落實。

- 2月13日，林樑醫師指出，培林當然是瘦肉精，雖毒性較低，但還是有毒性，而且它可能引發心悸、促進心血管疾病等副作用；歐盟甚至警告，培林的量測應該加計其「代謝中間產物」。
- 2月17日農委會公布一分本土瘦肉精研究，首度證實食用萊克多巴胺的豬會容易緊張，雙腿跛腳無力走路，但對於常人而言，需食用超過500公斤的肉才會造成與豬隻一樣的效果。

- 2月18日，行政院「食品藥品安全專案會報」技術小組成員之一的王任賢認為肉類的萊克多巴胺殘留量若符合美國標準，對人體無害。

- 2月，據傳政府三管五卡的把關措施失效導致含有瘦肉精的美國牛肉流入臺灣 。

- FDA的內部文件還顯示，從2011年3月至2012年，培林已造成超過21萬8000隻豬死亡或生病，機率遠超過市場上的其他動物用藥。這些情況與農委會重申，「萊克多巴胺在過去10多年未傳出有家畜中毒」的說法差很大。

- 3月5日，林樑表示，孕婦與患有心血管疾病者，最好避免吃到含萊克多巴胺（俗稱培林）的肉品。因為18個月以下的嬰幼兒無法代謝萊克多巴胺，但台灣婦女有坐月子吃內臟的習慣，媽媽吃了含萊克多巴胺的內臟，寶寶容易從母乳或是肉粥攝取到萊克多巴胺，會有不利影響。台灣大學獸醫專業學院教授周晉澄說，瘦肉精是非自然的化學物質，對人體具有心血管副作用，要謹慎不要接觸，政府也不可讓國人來承擔風險。

- 3月5日晚間，政府宣佈有條件開放含萊克多巴胺的美國牛肉進口，仍禁止美國豬肉進口，但仍遭到國內養豬業反對，因美國官方文件中載明美國對台談判內容包括豬與牛。3月8日國安局長蔡得勝表示美國牛肉議題的確和台美貿易暨投資架構協定及美國簽證有關聯。

- 3月6日, 民進黨立法院黨團召開記者會，主張「瘦肉精只有零檢出，沒有10ppb」。

- 3月9日，桃園縣政府衛生局抽檢發現，進口的紐西蘭、澳洲牛肉，分別被驗出含瘦肉精。

- 3月12日，衛生署公告32件美國牛肉及2件澳洲牛肉、2件紐西蘭牛肉檢出萊克多巴胺；值得注意的是，其中一件澳洲牛肉檢出毒性較萊克多巴胺更強的瘦肉精「齊帕特羅」，衛生署已責成地方衛生局持續追查流向，以了解是否有廠商拿他國牛肉混充，或是澳、紐有不肖份子偷偷使用。

- 6月12日, 立法院民進黨團搶先霸佔主席台，並夜宿立院議場，進行120小時的長期抗戰，包含蔡其昌、吳秉叡、陳亭妃、林淑芬、陳歐珀、姚文智、葉宜津等。

- 7月31日，衛生署召開「食品衛生安全與營養諮議會」例行會議，十三名與會專家一致通過牛肉肌肉比照國際食品法典委員會萊克多巴胺殘留標準10ppb。衛生署將待農委會解除瘦肉精禁令，同步公告施行。

- 2013年

- 3月11日，臺灣與美方新一輪貿易談判（TIFA）登場，傳出美豬可能開放進口，引起民進黨抗議，表示瘦肉精影響國民健康，不能開放進口，一旦開放，將衝擊養豬產業及國民健康，否則將誓死抗拒，一定要求總統下台。

- 10月28日，桃園縣衛生局指出，針對轄內連鎖餐廳抽驗食材，發現「原燒」優質原味燒肉抽驗肉品中，有1件被檢出瘦肉精「齊帕特羅」殘留0.5ppb，針對不合格肉類產品，衛生局已立即要求業者禁止販售，並追查其來源為美福國際股份有限公司，全案已移請所轄衛生局辦理，而王品集團接獲通知後，已將問題肉品下架。

- 2015年

- 12月29日，對於開放瘦肉精肉品進口意向是否不再要求瘦肉精零檢出，蔡英文表示民進黨依循國際標準

- 2020年

- 8月28日，總統蔡英文終結台灣14年禁止瘦肉精豬肉進口，宣布參考國際食品法典委員會0.01ppm（10ppb）基準於2021年1月1日正式開放進口含萊克多巴胺的豬肉肌肉及其脂肪，以及30月齡以上的美國牛肉進口。此次同時訂定豬肝、豬腎0.04ppm的容許量，但並未進口國外的豬肝、豬腎，還有其他可食用部位定為0.01ppm。

- 2024年

- 2月3日，台中市政府宣布台糖市售肉品驗出西布特羅含量0.002ppm，而非美國所常見之萊克多巴胺，國民黨籍立委徐巧芯及羅廷瑋隨即發文指責農業部及經濟部。行政院農業部在2月3日在台糖來源豬場進行用藥稽查及採集豬血清、毛髮及飼料等檢體，進行21項乙型受體素檢驗，採樣45件樣本涵蓋畜牧場、飼料、同批肉品以及業者自行送驗肉品(包含農業部防檢署採樣自南靖畜殖場的血清15件、毛髮3件及飼料3件)，檢測結果所有樣品均未檢出乙型受體。2月4日，食安辦會同衛福部、經濟部、農業部及台糖公司代表召開聯合記者會，說明豬肉檢出乙型受體素「西布特羅」查驗結果，表示相同批號的南靖畜殖場梅花豬肉片樣本，「均未檢出乙型受體素」，衛服部並要求台中市政府交出相關檢體進行複驗。2月7日，衛福部食藥署與台中食安處公佈台糖梅花豬複檢結果，衛福部驗出0.0014ppm，台中食安處驗出0.002ppm，確認僅有台中市政府所提供的特定檢體含有乙型受體素「西布特羅」，為單一特殊個案。

## 中国大陸相關事件
- 2008年10月，廣州至少五人因食用含瘦肉精豬肉引致中毒，武警醫院先後接收了三宗，共五人因食用豬肝湯或吃豬內臟引致中毒的個案，患者均出現心悸、手震等徵狀，經嘔吐物送檢化驗顯示，均為瘦肉精所致。[66]
- 2010年9月，中国广东省深圳市在蛇肉中检测出瘦肉精，13名食客中毒[67]。
- 2010年，雨润集团生产的食品中发现瘦肉精[68]。
- 2011年3月，双汇集团被央视315晚会曝光使用瘦肉精猪肉[69]。
- 2013年8月12日，中国偵破首例在獸藥非法添加瘦肉精案件。 [2][70][71]
- 2021年，央視315晚会播報羊肉瘦肉精狀況[72][73]。

## 香港相關事件
- 2013年6月，多匹香港賽馬會轄下純種馬均驗出含有禁藥瘦肉精。
- 2016年8月，香港發現「哮喘豬」，其來源眾說紛紜[74]。